# لیک ویو (آیووا)
لیک ویو (به انگلیسی: Lake View) شهری در ایالت آیووا کشور ایالات متحده آمریکا است که جمعیت آن در سرشماری سال ۲۰۱۰ میلادی، ۱٬۱۴۲ نفر بوده‌است.